# Max Ring
Pour les articles homonymes, voir Ring.
Max (en fait Marcus) Ring (né le 4 août 1817 à Zauditz et mort le 28 mars 1901 à Berlin) est un médecin, journaliste et écrivain prussien.

## Biographie
Max Ring est le fils d'un fermier de Zauditz près de Ratibor, qui dirige également une brasserie et une distillerie. Ring perd sa mère alors qu'il n'a que 14 semaines. Il passe son enfance à Zauditz, étudie à l'école communautaire juive de Gleiwitz, aux lycées d'Oppeln et de Ratibor et étudie la médecine à l'université de Breslau à partir de 1836. En 1838, pour achever ses études de médecine, il se rend à Berlin avec son ami d'enfance Ludwig Traube, où il fréquente de jeunes intellectuels critiques tels que Moriz Carrière, Karl Grün (de) et Heinrich Bernhard Oppenheim. Des lettres de recommandation de sa patrie ouvrent les maisons d'érudits établis tels qu'Eduard Gans ou Leopold Zunz. Ring fait une grande impression sur Bettina von Arnim, qu'il rencontre également. Ring fait ses débuts en tant qu'auteur en 1839 avec un volume de poèmes qu'il édite avec son ami Moritz Fränkel.
Le 7 août 1839, Ring obtient son doctorat à l'Université de Berlin et, comme son père est décédé entre-temps et qu'il doit gagner sa vie, il devient médecin généraliste, d'abord à Pless, plus tard à Gleiwitz. Lors de la révolution de 1848, Ring participe au mouvement politique en tant que démocrate convaincu, et est donc attaqué à Gleiwitz avec un pamphlet antisémite et se rend à Breslau, où il travaille également comme journaliste. En 1849, son premier roman Berlin und Breslau est publié, dans lequel Ring traite des événements de la révolution. En 1850, il s'installe à Berlin, où il noue rapidement des contacts avec les milieux littéraires. Il fréquente le salon de Clara Mundt, y rencontre Theodor Mundt, Karl Gutzkow et Theodor Mügge, devient le médecin de famille de Karl August Varnhagen von Ense et est également le bienvenu chez lui. Ring adhère le 28 mars 1852 à l'association littéraire berlinoise "Tunnel sur la Sprée (de)" et y est actif jusqu'en 1863. Son nom de club dans le "Tunnel" est "Zinzendorf". Ring est également membre fondateur de l'Association de la presse de Berlin (de), fondée en 1862. À partir du début des années 1850, le travail littéraire de Ring est incessant en tant que romancier, narrateur, critique et chroniqueur. Il émerge également en tant que dramaturge, écrivant des drames, des farces et des comédies, dont beaucoup sont joués sur la Hofbühne de Berlin. En 1856, il épouse Elvira Heymann (1833-1906), fille de l'éditeur berlinois Carl Heymann (de), abandonne sa pratique médicale en 1857 et se consacre exclusivement à son œuvre littéraire. Ring travaille pour de nombreux quotidiens - dont le Vossische Zeitung - et pour des magazines, est pendant de nombreuses années l'un des principaux employés du Gartenlaube, pour lequel il écrit de nombreux articles de feuilleton sur la ville et la vie culturelle de Berlin. Il quitte rarement Berlin et n'effectue que quelques voyages plus longs en Autriche, en Suisse et dans le nord de l'Italie. En 1890, le roi de Prusse lui décerne le titre honorifique de professeur.
Ring, qui a déménagé plusieurs fois à Berlin depuis 1850, a vécu dans la Potsdamer Straße pendant les trois dernières décennies de sa vie : depuis 1872 au n° 40 (entre Lützowstrasse et Steglitzer Strasse), depuis 1877 au n° 52 entre Kurfürstenstrasse et Bülowstrasse. Il y est mort le 28 mars 1901. Il est inhumé le 31 mars 1901 au cimetière juif de Schönhauser Allee. Son ami et collègue écrivain Robert Schweichel (de) prononce l'éloge funèbre.
Alors que les œuvres lyriques, narratives et dramatiques de Ring sont rapidement tombées dans l'oubli après sa mort, ses œuvres sur Berlin - sketches, feuilletons, livres sur l'histoire locale et l'histoire de la ville - ont su conserver à ce jour une valeur culturelle et historique importante. Son livre complet Die deutsche Kaiserstadt Berlin est réimprimé en 1987 et publié en Allemagne de l'Est et de l'Ouest. Ses souvenirs, publiés en 1898, constituent une contribution précieuse à l'histoire littéraire et culturelle du XIXe siècle - en particulier à l'histoire de la littérature berlinoise.

## Œuvres
- Gedichte. Leipzig, 1839 (mit Moritz Fränkel)
- De Typho Abdominali, Berlin 1840 (Diss.; Digitalisat)
- Revolution. Breslau, 1848. (Gedicht)
- Berlin und Breslau. 1847–1849. Roman. 2 Bde., Breslau, 1849
- Die Genfer. Trauerspiel in 5 Akten. Breslau, 1850
- Die Kinder Gottes. Roman. 3 Bde. Breslau, 1851
- Der große Kurfürst und der Schöppenmeister. Historischer Roman aus Preußens Vergangenheit. 3 Bde. Breslau, 1852
- Stadtgeschichten. 4 Bde. Berlin, 1852
- Aus dem Tagebuches eines Berliner Arztes. Berlin, 1856
- Hinter den Coulissen. Humoristische Skizzen aus der Theaterwelt. Berlin, 1857
- John Milton und seine Zeit. Historischer Roman. Frankfurt a. M., 1857
- Rosenkreuzer und Illuminaten. Historischer Roman aus dem 18. Jahrhundert. 4 Bde. Berlin, 1861
- Vaterländische Geschichten. 2 Bde. Berlin, 1862
- Neue Stadtgeschichten. 2 Bde. Berlin, 1865
- Ein verlorenes Geschlecht. 6 Bde. Berlin, 1867
- Lorbeer und Cypresse. Literaturbilder. Berlin, 1869 (Darin u. a. über Johann Christian Günther, Moses Mendelssohn, Heinrich von Kleist, Friedrich Hölderlin)
- Götzen und Götter. Roman. 4 Bde. Berlin, 1870
- In der Schweiz. Reisebilder und Novellen. 2 Bde. Leipzig, 1870
- Die Weltgeschichte ist das Weltgericht. Louis Napoleon Bonaparte. Berlin, 1870
- Carl Sand und seine Freunde. Roman aus der Zeit der alten Burschenschaft. 4 Bde. Berlin, 1873
- David Kalisch, der Vater des Kladderadatsch und Begründer der Berliner Lokalposse. Berlin, 1873, urn:nbn:de:kobv:109-1-12895519.
- Der Kleinstädter in Berlin. 2 Bde. Berlin, 1873
- Unfehlbar. Zeitroman. 4 Bde. Jena, 1874
- Der große Krach. Roman. 4 Bde. Jena, 1875
- Neue Stadtgeschichten. 3 Bde. Leipzig, 1876
- Das Haus Hillel. Historischer Roman aus der Zeit der Zerstörung Jerusalems. 3 Bde. Berlin, 1879
- Die Frauenverschwörung, zweiaktige Operette, Musik von Gustav Hinrichs, unter Hernahme des Stoffs des Lustspiels von Arthur Müller Die Verschwörung der Frauen oder Die Preußen in Berlin von 1858, 1886
- Berliner Leben. Kulturstudien und Sittenbilder. Leipzig, 1882, urn:nbn:de:kobv:109-1-13949317.
- Berliner Kinder. Roman. 3 Bde. Berlin, 1883
- Die deutsche Kaiserstadt Berlin und ihre Umgebung. 2 Bde. Leipzig, 1883–1884
- Die Spiritisten. Erzählung. Berlin, 1885
- Erinnerungen. 2 Bde. Berlin, 1898